# 赫米斯頓
赫米斯頓（Hermiston）位於美國奧勒岡州尤馬蒂拉縣，人口19,973人，是奧勒岡州東部人口最多的城市。